# Уналаклит (аэропорт)
Аэропорт Уналаклит (англ. Unalakleet Airport), (ИАТА: UNK, ИКАО: PAUN, FAA LID: UNK) — государственный гражданский аэропорт, расположенный в двух километрах к северу от центрального делового района города Уналаклит (Аляска), США.

## Операционная деятельность
Аэропорт Уналаклит занимает площадь в 2 362 гектар, расположен на высоте 6 метров над уровнем моря и эксплуатирует две взлётно-посадочные полосы:
- 14/32 размерами 1830 x 46 метров с гравийным покрытием;
- 8/26 размерами 610 x 24 метров с гравийным покрытием.